# دیوید مورو
دیوید مورو (انگلیسی: Davide Moro؛ زادهٔ ۲ ژانویهٔ ۱۹۸۲) بازیکن فوتبال اهل ایتالیا است.
از باشگاه‌هایی که در آن بازی کرده‌است می‌توان به باشگاه فوتبال سالرنیتانا، باشگاه فوتبال لیورنو، باشگاه فوتبال وارزه، و باشگاه فوتبال امپولی اشاره کرد.